# Triunvirato

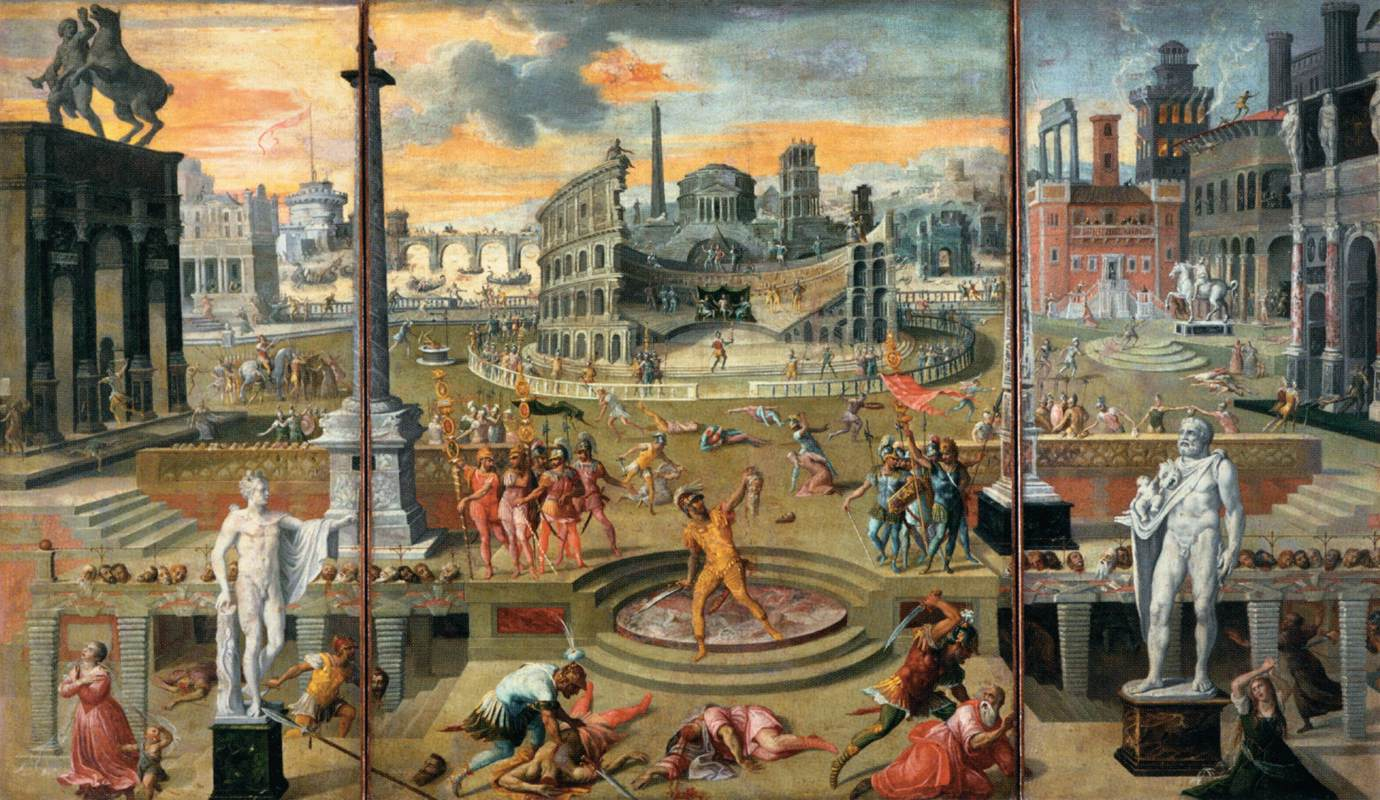
Las Masacres del triunvirato, cuadro de Antoine Caron.

Un triunvirato (o bien en latín: triumvirātus) es una forma de gobierno ejercido por tres personas, habitualmente aliadas entre sí. El nombre surgió en la antigua Roma en el siglo I a. C., en la época de la república, ya que en ciertos tiempos se formarían alianzas para controlar el escenario político. Sin embargo, al dominar los tres bandos con sus respectivos líderes, quedaría acuñado de esa forma; además, serviría para diferenciarlo del duunvirato y del decenvirato, que ya tenían siglos de existencia.[cita requerida]
Un triunvirato (en latín: triumvirātus) o una triarquía es una institución política gobernada o dominada por tres individuos, conocidos como triunviros (en latín: triumviri). La organización puede ser formal o informal. Aunque los tres líderes de un triunvirato son teóricamente iguales, la distribución real del poder puede variar. El término también puede utilizarse para describir un estado con tres líderes militares diferentes que afirman ser el único líder.
Este término concretamente se utilizó por primera vez para describir las alianzas entre Cayo Julio César, Cneo Pompeyo Magno y Marco Licinio Craso (Primer Triunvirato) y entre Marco Antonio, Marco Emilio Lépido y César Octaviano (Segundo Triunvirato).[cita requerida]

## Triunviratos iniciales de la historia

### Bíblicos
En la Biblia se produjeron triunviratos en algunos acontecimientos notables tanto en el Antiguo Testamento como en el Nuevo Testamento. En el Libro del Éxodo Moisés, su hermano Aarón y, según algunas opiniones su sobrino o cuñado, Hur actuaron así durante la Batalla de Refidim contra los Amalekites. Más tarde, cuando Moisés se encontraba lejos en el monte Sinaí Aarón y Hur quedaron a cargo de todos los israelitas.
En los Evangelioss como trío dirigente entre los Doce Apóstoles en tres ocasiones particulares durante el ministerio público de Jesús actuaron Pedro, Santiago el Mayor y su hermano Juan. Fueron los únicos apóstoles presentes en la Resurrección de la hija de Jairo, Transfiguración de Jesús y en la agonía en el huerto de Getsemaní. Más tarde, en la época del Iglesia cristiana primitiva este triunvirato de los apóstoles principales cambió ligeramente tras la muerte del anterior Santiago, ya que pasó a estar compuesto por Pedro, Juan y Santiago el Justo, conocidos colectivamente también como los tres Pilares de la Iglesia.</ref>.
|                                                                        |
| Moises (en el centro) junto con Aarón y Hur en la Batalla de Rephidim. |

| |
| Pedro (sentado en el centro) junto con Juan y su hermano Santiago el Mayor (sentados de izquierda a derecha) en la Transfiguración de Jesús. |

### China antigua
Durante la Dinastía Han (202 a. C.- 220 d. C.), los estadistas Huo Guang (m. 68 a. C.), Jin Midi (m. 86 a. C.) y Shangguan Jie 上官桀 (m. 80 a. C.) formaron un triunvirato tras la muerte del emperador Wu de Han (r. 141-87 a. C.) y la instauración del emperador niño Zhao.
A pesar de que las Tres Excelencias -incluidos el Canciller, el Secretario Imperial y, de forma irregular, el Gran Comandante- representaban los cargos ministeriales más altos del Estado, este triunvirato contaba con el apoyo del tecnócrata económico y Secretario Imperial Sang Hongyang (m. 80 a. C.), su lacayo político. El canciller en funciones Tian Qianqiu también se dejaba influir fácilmente por las decisiones del triunvirato.
Las Tres Excelencias existieron en Han Occidental (202 a. C.-9 d. C.) como Canciller, Secretario Imperial y Gran Comandante, pero el canciller era considerado superior al secretario imperial, mientras que el puesto de gran comandante estuvo vacante durante la mayor parte de la dinastía. Después de que el emperador Guangwu estableciera la dinastía Han Oriental (25-220 d. C.), el Gran Comandante pasó a ser un funcionario permanente, mientras que el ministro de las masas sustituyó al canciller y el ministro de obras al secretario imperial. A diferencia de los tres altos funcionarios de Han Occidental, en los que el canciller era superior a todos, estos tres nuevos altos funcionarios tenían los mismos poderes de censura y asesoramiento. Cuando un emperador joven o de mentalidad débil ascendía al trono, estas Tres Excelencias podían dominar los asuntos de Estado. También hubo otros tipos de triunviratos durante los Han orientales; por ejemplo, al comienzo del reinado del emperador Ling de Han (r. 168-189), el general en jefe Dou Wu (m. 168), el gran tutor Chen Fan (m. 168), y otro prominente estadista Hu Guang (91-172) formaron un triunvirato nominalmente a cargo de los Nueve Ministros o Secretaría Privativa, cuando en realidad se trataba de un triunvirato regente que supervisaba los asuntos de Estado y al emperador Ling.

### Hinduismo
En el hinduismo, los dioses Brahma, Vishnu y Shiva forman el triunvirato Trimurti, donde cada uno de ellos representa las fuerzas equilibradoras de la creación, la preservación y la destrucción, respectivamente. Sus contrapartes femeninas y consortes, las diosas Saraswati, Lakshmi y Parvati, conforman el paralelo Tridevi.

### Pagaruyuang
Los triunviros durante la era Pagaruyuang en las Tierras Altas de Minangkabau eran conocidos como Rajo Tigo Selo, o "los tres reyes reinantes". El Rajo Tigo Selo descendía de la misma línea en la misma dinastía y gobernaba en la misma época reinante. Constaba de tres reyes, el Rajo Alam que regía el gobierno y los asuntos diplomáticos, el Rajo Adaik que regía las costumbres y el Rajo Ibadaik que actuaba como Gran Mufti.

### Triunvirato monetal
Durante la República romana y a principios del Imperio, el triunvirato monetal o monetario era una institución estatal compuesta por tres triunviros (magistrados) monetales para gobernar y responsabilizarse conjuntamente de la emisión de monedas.

### Primer Triunvirato romano
Se denominó «Primer Triunvirato» a aquel que duró entre el año 60 a. C. y el 53 a. C., conformado por las alianzas entre los tres líderes romanos de la época: Licinio Craso, Julio César y Pompeyo Magno.
Pompeyo estaba enemistado con la nobleza tradicional, pese a su popularidad ganada en el campo de batalla. Marco Licinio Craso era poderoso por su inmensa riqueza y Cayo Julio César tenía la habilidad del auténtico político. Craso pereció en la guerra contra los partos. César resolvió brillantemente la conquista de las Galias (58-51 a. C.). Pompeyo rompió con César y se reconcilió con la nobleza, envidioso de la gloria militar ajena. En consecuencia, el triunvirato se debilitó muy rápido.
Tras las exitosas campañas de Pompeyo contra los esclavos rebelados de Espartaco y sobre todo la limpieza de los piratas que operaban en el mediterráneo (se ganó el apodo de Magno), este decidió gobernar de forma indirecta (a diferencia de su mentor Lucio Cornelio Sila). Para ello contaba con el apoyo del senado (pues había estado del lado de Sila), pero necesitaba tener a su favor a los équites, o clase de los comerciantes, que controlaban las finanzas en Roma, para ello se alió con el más prominente de ellos, Marco Licio Craso. Ambos personajes chocaban en personalidad y carácter. Julio César, en aquella época en ascenso de su carrera política, necesitaba libertad de acción para emprender alguna campaña militar donde cimentar su renombre (dado que las victorias militares eran vistas como una fuente de fama y botín), que permitían posicionarse políticamente de cara a los electores r instancias de César, quien cerró una alianza matrimonial con Pompeyo (este se casó con Julia, la hija de aquel) y otra económica con Craso (quien le financió la llegada al consulado en 59 a. C.), acordaron una alianza política entre los tres. Aunque este tipo de alianzas no eran raras en la vida política de finales de la República, la riqueza, popularidad y experiencia militar combinada de los tres, les permitieron acaparar (para sí y sus aliados) las principales magistraturas romanas.
César, luego de su consulado, se pudo dedicar con tranquilidad a las campañas de las Galias (58 a. C. - 51 a. C.). Sus enormes éxitos, magnificados por una excelente propaganda, despertaron la envidia de Craso (quien se veía a sí mismo injustamente eclipsado por la fama militar de sus aliados) y generaron la desconfianza de Pompeyo.
Para colmo, en el año 54 a. C. fallecía Julia (hija de César y esposa de Pompeyo). Un año después, Craso inicia una campaña para la conquista del Imperio parto, pero es derrotado y muerto en la Batalla de Carras. Sin el lazo familiar que suponía el matrimonio de Julia y sin la mediación de un tercer aliado, Pompeyo y César se fueron distanciando cada vez más; este distanciamiento fue aprovechado por la facción de los optimates, quienes atrajeron a Cneo Pompeyo a su bando al desencadenarse la guerra civil.

### Segundo Triunvirato romano
Se denomina Segundo Triunvirato al formado por Octavio, Marco Antonio y Marco Emilio Lépido, quienes se hicieron cargo del gobierno desde el año 43 a. C.. Sin embargo, las luchas internas acabaron con él hasta que finalmente se produjo un enfrentamiento entre las fuerzas al mando de Octavio y las fuerzas al mando de Marco Antonio (ligado a la reina Cleopatra de Egipto) cuyo resultado supuso la victoria de Octavio en las aguas de Actium 31 a. C.
A raíz de los disturbios que siguieron al asesinato de Julio César, se forjó una alianza entre Octavio, Antonio y Lépido que supuso el aniquilamiento de las personas implicadas en dicho magnicidio. A fin de reorganizar la estructura política de la República, se organizó formalmente un triunvirii res publicae constituendi o Triumviri rei publicae constituendae. A diferencia del Primer Triunvirato (una mera alianza entre políticos dentro de la estructura constitucional), el Segundo se formó como una comisión de tres miembros destinada a reconstituir la República, y a cada uno se le asignó un área geográfica de actuación.
Sin embargo, pronto comenzaron las desavenencias internas. Lépido cayó al intentar arrebatar el gobierno de Sicilia a Octavio, tras lo cual Antonio y Octavio se repartieron los territorios romanos (Occidente y Oriente respectivamente). Terminada la conquista de Armenia por parte de Antonio, este pasó el verano en Egipto junto a Cleopatra quedando hechizado por ella y dándole hijos. Además repudió a su esposa Octavia (hermana del otro triunviro), acto tras el cual Octavio hizo público el testamento de Antonio donde dejaba los territorios orientales de Roma a sus hijos y a Cesarión a quien reconocía como hijo de César. La guerra civil quedó sellada en Actium donde las tropas del joven César, al mando de Agripa, venció a Antonio y Cleopatra. Meses después, Egipto quedaba anexionado a Roma y Octavio allanaba el camino para el Imperio.

## Triunviratos modernos

### Imperio otomano
Los Tres Pashas también conocidos como Triunvirato Otomano gobernaron efectivamente el Imperio Otomano durante la Primera Guerra Mundial: Mehmed Talaat Pasha (1874-1921), el Gran Visir (primer ministro) y Ministro del Interior; Ismail Enver Pasha (1881-1922), ministro de Guerra; y Ahmed Djemal Pasha (1872-1922), ministro de la Navy.

### Bosnia y Herzegovina modernas
Tras la guerra Bosnia y Herzegovina está gobernada por una Presidencia de tres miembros.

### Francia moderna y moderna

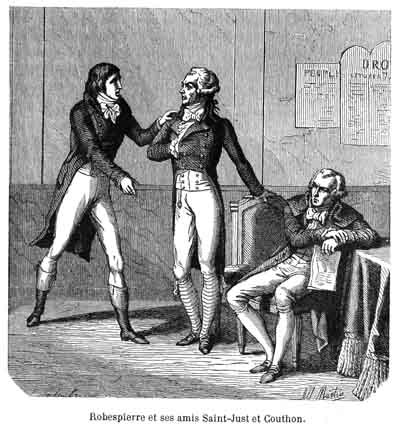
Triumvirate of (L-R) Saint-Just, Robespierre, and Couthon

Aunque los hugonotes franceses habían bautizado burlonamente con el nombre de Triunvirato a la alianza formada en 1561 entre el católico Francisco de Guisa, Anne de Montmorency y Jacques d'Albon durante las Guerras de Religión francesas, en años posteriores el término se utilizaría para describir otros acuerdos dentro de Francia.
A finales del siglo XVIII, cuando la Los revolucionarios franceses recurrieron a varios Nombres de magistraturas romanas para sus recién creadas instituciones, la Jefatura del Estado#Jefatura del Estado múltiple o colectiva tricéfala recibió el nombre de Consulat (1799-1804), un término en uso para las magistraturas bicéfalas desde la Antigüedad; Además, incluía un cargo de Primer Cónsul que no era un igual, sino el jefe de Estado y de gobierno en solitario de facto, un cargo que Napoleón Bonaparte decidió convertir abiertamente en el Primer Imperio Francés en 1804.
Antes de Napoleón y durante el el Terror de 1793 a 1794 Maximilien Robespierre, Louis Antoine de Saint-Just, y Georges Couthon, como miembros del gobernante Comité de Seguridad Pública, fueron acusados por sus adversarios políticos de formar un triunvirato no oficial, recordando el primer triunvirato de Julio César, Pompeyo y Marco Licinio Craso, que condujo al fin de la República Romana. Aunque oficialmente todos los miembros del comité compartían el mismo poder, la amistad de los tres hombres y su estrecha base ideológica llevó a sus detractores a calificarlos de triunviros, lo que fue utilizado en su contra en el golpe del 9 Termidor (27 de julio de 1794).

### Argentina
- Primer Triunvirato argentino.
- Segundo Triunvirato argentino.
- Tercer Triunvirato argentino.

### Centroamérica
- Primer Triunvirato centroamericano
- Segundo Triunvirato centroamericano
- Junta Militar de Honduras 1956-1957
- Junta Nacional de Gobierno de Nicaragua, 1972-1974
- Junta Militar de Honduras 1978-1980

### Italia
- Triunvirato de la República Romana (1849)

### México
- Triunvirato (29 de diciembre de 1829-31 de diciembre de 1829)

### República Dominicana
Primer Triunvirato y Segundo Triunvirato República Dominicana: gobierno militar desde diciembre de 1963 hasta abril de 1965, presidido por Donald Reid Cabral.
El primer triunvirato fue formado por Emilio de los Santos, Manuel Tavares Espaillat y Ramón Tapia Espinal. Emilio de los Santos renunció, y en su lugar asumió la presidencia Donald Reid Cabral, quien gobernó por decreto hasta 1965.
Durante el régimen del Triunvirato reinó una desorganización administrativa creciente. El gobierno se vio inmerso en una mañana de contradicciones económicas y políticas que profundizaron su aislamiento político y motorizaron la división de las Fuerzas Armadas.
Desde que inició su ejercicio, el Triunvirato se enfrentó con disposición abierta de los obreros y estudiantes.

### Unión Europea
- Troika europea

### Unión Soviética
- Troika soviética

### Uruguay
- Triunvirato de Gobierno

### Venezuela
El 2 de marzo de 1811 se instala el Primer Congreso Nacional de Venezuela con el fin de declarar la independencia absoluta de Venezuela del Reino de España. El Congreso procedió de inmediato a la organización provisional del gobierno de Venezuela. En cuanto a la conformación del Ejecutivo, designó un Triunvirato, cuyos miembros se turnaban en la presidencia. Cristóbal Mendoza, Juan de Escalona y Baltazar Padrón constituyeron este primer gobierno, que duró del 5 de marzo de 1811 al 21 de marzo de 1812.
El Congreso reunido en Valencia eligió, el día 21 de marzo, a los nuevos integrantes del nuevo Poder Ejecutivo: un segundo triunvirato compuesto por Francisco Espejo, Fernando Rodríguez del Toro y Francisco Javier Ustáriz. Debido a la acometida de Domingo de Monteverde, el triunvirato decide entregar poderes dictatoriales a Francisco de Miranda el 25 de abril de 1812, terminando así los gobiernos de triunviratos en Venezuela.